# Befriande eld
Befriande eld (italienska: Paisà) är en italiensk dramafilm från 1946 i regi av Roberto Rossellini.

## Utmärkelser
Filmen vann Nastro d'argentos pris som bästa film 1947.

## Roller (urval)
- Carmela Sazio – Carmela
- Robert Van Loon – Joe, amerikansk soldat
- Dots Johnson – Joe, amerikansk militärpolis
- Alfonsino Pasca – Pasquale
- Maria Michi – Francesca
- Gar Moore – Fred, amerikansk stridsvagnsförare
- Harriet White Medin – Harriet, amerikansk sjuksköterska
- Renzo Avanzo – Massimo
- Giulietta Masina – borgmästarens dotter
- William Tubbs – kapten Bill Martin, kaplan
- Dale Edmonds – Dale, amerikansk soldat
- Allan Cigolani – Cigolani, partisan
- Robert Van Loel – tysken